# Jungo Fujimoto
Jungo Fujimoto (født 24. marts 1984) er en japansk fodboldspiller.

## Japans fodboldlandshold
| Japans landshold | Japans landshold | Japans landshold |
| År               | Kmp              | Mål              |
| ---------------- | ---------------- | ---------------- |
| 2007             | 4                | 0                |
| 2008             | 0                | 0                |
| 2009             | 0                | 0                |
| 2010             | 2                | 0                |
| 2011             | 4                | 0                |
| 2012             | 3                | 1                |
| Total            | 13               | 1                |